# Croton madandensis
Croton madandensis. Especie de plantas perteneciente al orden de las Malpighiales, a la familia de las Euforbiáceas y al género Croton.

## Taxonomía

### Nombre científico
- Croton madandensis S. Moore[1]

#### Autores
- Spencer Le Marchant Moore
- Publicado en: Journal of the Linnean Society, Botany 40: 195. 1911.[2]

### Nombre común
Ningún nombre común conocido. 

## Distribución
Se distribuye en Mozambique, Zimbabue.

## Características
- Arbusto o árbol pequeño de hasta 5 m de altura.
- Láminas foliares de 3,5–8 × 2–4 cm, de ovadas a elípticas-oblanceoladas, brevemente acuminadas en el ápice, enteras o subenteras, rara vez irregularmente crenadas-aserradas en el margen, poco cordadas en la base, con un par de estipitadas largas o ocasionalmente glándulas discoides subsésiles en la base de la superficie inferior, membranosas, uniformemente pubescentes estrelladas en ambas superficies cuando son juveniles, más tarde sólo con moderación; De 3 a 5 nervios desde la base, nervios laterales en 4 a 5 pares, apenas prominentes debajo, no tan arriba.
- Pecíolos de 0,5 a 3,5 cm de largo.
- Flores masculinas: pedicelos de 2 mm de largo; sépalos 5, 1,5 × 1 mm, ovado-oblongos, uniformemente ásperos estrellados-pubescentes por fuera, glabros por dentro, de color verde amarillento; pétalos 5, 2 × 0,75 mm, oblanceolados-espatulados, ciliados pero por lo demás ± glabros, amarillos; glándulas de disco diminutas; estambres 15-16, filamentos c. 1 mm de largo, ± glabras, anteras de 0.5 mm de largo; receptáculo piloso.Racimos de 1–6,5 cm de largo, subterminales, generalmente andróginos; brácteas minuto.
- Frutos de 6 × 7 mm, superficialmente trilobados-subglobosos, septicicidas, escasamente estrellados-pubescentes, de color verde pálido. Ramitas de color marrón grisáceo, escasamente lenticeladas de color blanco.
- Flores femeninas: pedicelos de 2,5 mm de largo; sépalos 5, 4 × 2 mm, crecientes hasta 7 × 3 mm, o no crecientes, oblongo-lanceolados, uniformemente estrellados-pubescentes por fuera, diminutamente pubérulos por dentro; pétalos de 5, 1 mm de largo, subulados; disco pentagonal redondeado, plano, glabro; ovario de 2 mm de diámetro, subgloboso, densamente fulvoso estrellado-tomentoso; estilos 3, 1,5 mm de largo, extendidos, dos veces en 2 partes o ± 4 partes o dos veces en 3 partes con los segmentos lineal-filiformes, abaxialmente pubescentes, adaxialmente glabros. Crecimiento joven, áspero, patente, estrellado, pubescente.
- Estípulas de 3–4 mm de largo, filiformes-subuladas, pronto cayendo.
- Semillas 5 × 3,5 × 2,5 mm, ovoides comprimidas, ± lisas, ligeramente brillantes, de color marrón claro; carúncula de 1,5 mm de ancho, aplanada.[4]